# نیل بانفیلد
نیل بانفیلد (انگلیسی: Neil Banfield؛ زادهٔ ۲۰ ژانویهٔ ۱۹۶۲) یک بازیکن فوتبال اهل بریتانیا است.